# Hocina
Hocina es un lugar del municipio español de Villarcayo de Merindad de Castilla la Vieja, perteneciente a la provincia de Burgos, en la comunidad autónoma de Castilla y León.

## Toponimia
El nombre del lugar puede encontrarse escrito con las grafías Hocina y Ocina.

## Historia
Hacia mediados del siglo XIX, el lugar, por entonces perteneciente al municipio de Merindad de Castilla la Vieja, tenía contabilizada una población de 49 habitantes. Aparece descrito en el duodécimo volumen del Diccionario geográfico-estadístico-histórico de España y sus posesiones de Ultramar de Pascual Madoz con las siguientes palabras:

OCINA: l. en la prov., dióc., aud. terr. y c. g. de Búrgos (12 1/2 leg.), part. jud. de Villarcayo (1) y ayunt. de la merind. de Castilla la Vieja (1 1/2): sit. en terreno muy quebrado con algunos vallecitos sumamente estrechos: le combaten con mas frecuencia los vientos N. y S. y su clima es bastante frio. Se compone de 4 granjas llamadas Ocina, la Casa del Monte, la Venta de Afuera y la Venta de Adentro, distantes entre si dos tiros de fusil la que mas. Tiene 5 casas de mala construccion, y 4 fuentes, de cuyas aguas se proveen los vec. para sus usos. Este pueblo perteneció al monast. denominado de Riosequillo, á cuya igl. que está servida por el que fue su abad, van los hab. á oir los oficios divinos. Su térm. confina N. Encinillas: E. Visjueces; S. el valle de Valdivielso, y O. Remolino. El terreno es secano y de mediana calidad, encontrándose en él muchas canteras de piedra que no se benefician, y un monte poblado de carrascos con alguna que otra encina. El r. Ebro cruza el espresado terr., y por su orilla pasa el camino que dirige de Bercedo á Burgos, el cual se halla en buen estado. La correspondencia se recibe de la cap. del part. por los mismos interesados. prod.: trigo, cebada, centeno, maiz, patatas y legumbres; ganado lanar, cabrío y de cerda; caza de liebres, perdices, codornices y palomas torcaces, y pesca de truchas, barbos y anguilas esquisitas. ind.: la agrícola. pobl.: 13 vec., 49 alm. cap. prod.: 17,000 rs. imp.: 374.
(Madoz, 1850, p. 287)

En la actualidad, pertenece al municipio de Villarcayo de Merindad de Castilla la Vieja.